# 禿髮推斤
禿髮推斤（256—365年），一名禿髮椎斤，十六國時期禿髮鮮卑的首領，前任首領禿髮務丸之孫，繼承禿髮務丸為首領。
東晉興寧三年（365年）推斤去世，據資治通鑑記載，推斤享年110歲。
推斤去世後，由子禿髮思復鞬繼承其位。